# Meow, the Secret Boy
Meow, the Secret Boy (hangul: 어서와; rr: Eoseowa, também conhecido como Welcome) é uma série de televisão sul-coreana exibida pela emissora KBS2 de 25 de março a 30 de abril de 2020, estrelada por Kim Myung-soo, Shin Ye-eun, Seo Ji-hoon, Yoon Ye-joo e Kang Hoon.
Durante sua execução, Meow, the Secret Boy registrou uma classificação mais baixa de episódio único de 0,8% e uma classificação média de 1,7%, batendo o recorde anterior estabelecido pelos dramas anteriores de KBS2, Lovely Horribly (2018) e Manhole (2017) para se tornar o drama de menor classificação sendo exibido em um horário nobre em uma rede aberta na história.

## Enredo
Uma designer gráfica de vinte e poucos anos, Sol-ah sonha em se tornar uma autora de quadrinhos baseada na web e sempre teve uma relação de amor e ódio com gatos.
Mas a vida de Sol-ah muda rápido quando ela traz para casa um felino amigável. Acontece, porém, que este não é um gato qualquer. Chamado Hong Jo, ele pode assumir a forma humana. Hong-jo se torna excepcionalmente apaixonado por Sol-ah, e faz um grande esforço para esconder sua identidade humana dela. Ele logo prova que fará tudo o que for necessário para ficar perto dela. Será que Hong-jo conseguirá manter sua identidade em segredo?
E o que pode estar reservado para esta dupla notável felino-humana conforme seu relacionamento se aprofunda?

## Elenco

### Elenco principal
- Kim Myung-soo as Hong-jo[6][7]
  - Baegi como Hong-jo (forma de gato)
- Shin Ye-eun como Kim Sol-ah[8][9]
- Seo Ji-hoon como Lee Jae-sun[10][11]
- Yoon Ye-joo como Eun Ji-eun
- Kang Hoon como Go Doo-sik

### Elenco de apoio
- Ahn Nae-sang como Kim Soo-pyeong
- Jo Ryun como Bang Sil
- Kim Yeo-jin como Sung Hyun-ja
- Jeon Bae-soo como Go Min-joong
- Jeon Ye-seo como Park Sin-ja
- Yang Dae-hyuk como Cha Sang-kwon
- Kim Ye-seul como Lee Hye-yeon
- Lee Yu-jin como Choi Da-som
- Choi Min-geum como avó
- Choi Bae-young as Lee Ru-bi
- Yeon Je-hyung como Bang Gook-bong
- Song Min-jae como Das-sung
- Jo Hyuk-joon como Na Jin-won

## Produção
O primeiro título provisório da série é Man Who Bakes Bread (hangul: 식빵 굽는 남자; rr: Sikppang gumneun namja). Foi originalmente planejado para ir ao ar no canal tvN no primeiro semestre de 2019, e os papéis principais foram oferecidos a Yook Sung-jae e Park Eun-bin, mas ambos recusaram.
A primeira leitura do roteiro ocorreu em outubro de 2019 na KBS Annex Broadcasting Station em Yeouido, Coreia do Sul.

## Trilha sonora

### Parte 1
| Lançado em 19 de março de 2020 |                           |                              |         |  |
| N.º                            | Título                    | Artista                      | Duração |  |
| 1.                             | "Oh My, Oh My" (어마어마) | Dayoung & Exy (Cosmic Girls) | 2:54    |  |
| 2.                             | "Oh My, Oh My" (Inst.)    |                              | 2:54    |  |
| Duração total:                 | Duração total:            | Duração total:               | 5:52    |  |

### Parte 2
| Lançado em 25 de março de 2020 |                     |                      |         |  |
| N.º                            | Título              | Artista              | Duração |  |
| 1.                             | "Ddingdong" (띵동)  | Park Kyung (Block B) | 3:44    |  |
| 2.                             | "Ddingdong" (Inst.) |                      | 3:44    |  |
| Duração total:                 | Duração total:      | Duração total:       | 7:28    |  |

### Parte 3
| Lançado em 26 de março de 2020 |                    |                |         |  |
| N.º                            | Título             | Artista        | Duração |  |
| 1.                             | "Welcome" (어서와) | Umji (GFriend) | 3:38    |  |
| 2.                             | "Welcome" (Inst.)  |                | 3:38    |  |
| Duração total:                 | Duração total:     | Duração total: | 7:16    |  |

### Parte 4
| Lançado em 1 de abril de 2020 |                                    |                |         |  |
| N.º                           | Título                             | Artista        | Duração |  |
| 1.                            | "Fall In Love" (사랑에 빠졌었나봐) | Juniel         | 3:30    |  |
| 2.                            | "Fall In Love" (Inst.)             |                | 3:30    |  |
| Duração total:                | Duração total:                     | Duração total: | 7:00    |  |

### Parte 5
| Lançado em 2 de abril de 2020 |                       |                     |         |  |
| N.º                           | Título                | Artista             | Duração |  |
| 1.                            | "I Was Wrong"         | Lee Jin-sol (April) | 3:15    |  |
| 2.                            | "I Was Wrong" (Inst.) |                     | 3:15    |  |
| Duração total:                | Duração total:        | Duração total:      | 6:30    |  |

### Parte 6
| Lançado em 8 de abril de 2020 |                 |                |         |  |
| N.º                           | Título          | Artista        | Duração |  |
| 1.                            | "Slush"         | Motte          | 3:19    |  |
| 2.                            | "Slush" (Inst.) |                | 3:19    |  |
| Duração total:                | Duração total:  | Duração total: | 6:38    |  |

### Parte 7
| Lançado em 9 de abril de 2020 |                           |                   |         |  |
| N.º                           | Título                    | Artista           | Duração |  |
| 1.                            | "Again Spring" (다시, 봄) | Kihyun (Monsta X) | 3:24    |  |
| 2.                            | "Again Spring" (Inst.)    |                   | 3:24    |  |
| Duração total:                | Duração total:            | Duração total:    | 6:48    |  |

### Parte 8
| Lançado em 15 de abril de 2020 |                                      |                 |         |  |
| N.º                            | Título                               | Artista         | Duração |  |
| 1.                             | "As Time Goes" (시간은 한 바퀴 돌아) | Jinsoul (Loona) | 3:07    |  |
| 2.                             | "As Time Goes" (Inst.)               |                 | 3:07    |  |
| Duração total:                 | Duração total:                       | Duração total:  | 6:14    |  |

### Parte 9
| Lançado em 16 de abril de 2020 |                            |                 |         |  |
| N.º                            | Título                     | Artista         | Duração |  |
| 1.                             | "Better To Be You"         | Drew Ryan Scott | 3:49    |  |
| 2.                             | "Better To Be You" (Inst.) |                 | 3:49    |  |
| Duração total:                 | Duração total:             | Duração total:  | 7:38    |  |

### Parte 10
| Lançado em 22 de abril de 2020 |                            |                |         |  |
| N.º                            | Título                     | Artista        | Duração |  |
| 1.                             | "Last Goodbye" (이젠 안녕) | Floody         | 3:44    |  |
| 2.                             | "Last Goodbye" (Inst.)     |                | 3:44    |  |
| Duração total:                 | Duração total:             | Duração total: | 7:28    |  |

### Parte 11
| Lançado em 23 de abril de 2020 |                                 |                |         |  |
| N.º                            | Título                          | Artista        | Duração |  |
| 1.                             | "Show Your Heart" (너를 보여줘) | Chan (A.C.E)   | 3:28    |  |
| 2.                             | "Show Your Heart" (Inst.)       |                | 3:28    |  |
| Duração total:                 | Duração total:                  | Duração total: | 6:56    |  |

### Parte 12
| Lançado em 29 de abril de 2020 |                          |                |         |  |
| N.º                            | Título                   | Artista        | Duração |  |
| 1.                             | "Shooting Star" (별똥별) | Shin Ye-eun    | 2:58    |  |
| 2.                             | "Shooting Star" (Inst.)  |                | 2:58    |  |
| Duração total:                 | Duração total:           | Duração total: | 5:56    |  |

### Parte 13
| Lançado em 30 de abril de 2020 |                          |                |         |  |
| N.º                            | Título                   | Artista        | Duração |  |
| 1.                             | "Blooming" (꽃이 피었네) | Choi Nakta     | 3:09    |  |
| 2.                             | "Blooming" (Inst.)       |                | 3:09    |  |
| Duração total:                 | Duração total:           | Duração total: | 6:18    |  |

## Recepção
Na tabela abaixo, os números azuis representam as audiências mais baixas e os números vermelhos representam as audiências mais elevadas.
| Episódio | Data de transmissão | Audiência média |
| Episódio | Data de transmissão | AGB Nielsen     |
| Episódio | Data de transmissão | Em todo o país  |
| -------- | ------------------- | --------------- |
| 1        | 25 de março 2020    | 3.6%            |
| 2        | 25 de março 2020    | 2.8%            |
| 3        | 26 de março 2020    | 1.6%            |
| 4        | 26 de março 2020    | 1.8%            |
| 5        | 1 de abril de 2020  | 2.7%            |
| 6        | 1 de abril de 2020  | 2.1%            |
| 7        | 2 de abril de 2020  | 1.5%            |
| 8        | 2 de abril de 2020  | 1.7%            |
| 9        | 8 de abril de 2020  | 2.0%            |
| 10       | 8 de abril de 2020  | 1.9%            |
| 11       | 9 de abril de 2020  | 1.5%            |
| 12       | 9 de abril de 2020  | 1.6%            |
| 13       | 15 de abril de 2020 | 1.8%            |
| 14       | 15 de abril de 2020 | 1.8%            |
| 15       | 16 de abril de 2020 | 0.9%            |
| 16       | 16 de abril de 2020 | 1.1%            |
| 17       | 22 de abril de 2020 | 1.8%            |
| 18       | 22 de abril de 2020 | 1.7%            |
| 19       | 23 de abril de 2020 | 1.0%            |
| 20       | 23 de abril de 2020 | 1.1%            |
| 21       | 29 de abril de 2020 | 1.4%            |
| 22       | 29 de abril de 2020 | 1.4%            |
| 23       | 30 de abril de 2020 | 0.8%            |
| 24       | 30 de abril de 2020 | 1.0%            |
| Média    | Média               | 1.7%            |

## Transmissão internacional
- Philippines - Kapamilya Channel e A2Z (2021)